# Moviments d'alliberament de Moçambic
Els moviments d'alliberament de Moçambique van ser:
- Liga Africana a Lisboa (vers 1923) per mulatos i assimilats, i després a Moçambic la Associação Africana per mulatos i la Associação dos Naturais de Moçambique per blanc (aquesta darrera va derivar cap a un projecte multiracial als anys 50 i fou intervinguda pel govern el 1965).

- Instituto Negrófilo, escissió nacionalista de la Associação Africana, reanomenat Centro Associativo dos Negros de Moçambique i prohibida el 1965. Vers 1960 va crear a Sud-àfrica el grup d'estudiants Núcleo dos Estudantes Africanos Secundários de Moçambique (NESAM) entre els membres del qual el futur dirigent Eduardo Mondlane, que es va inetegrar al Frelimo el 1962.

- Casa dos Estudantes do Império, estudiants africans a Lisboa, prohibida el 1965.

- Movimento Anti-Colonista (MAC), creat vers 1955, en part amb membres de la Casa dos Estudantes do Império. Fou substituït el 1960, a la Conferència de Pobles Africans de Tunísia de 1960, pel Frente Revolucionário Africano para a Indêpencia das Colônais Portuguesas (FRAIN), al seu torn substituït l'abril de 1961 per la Confederação das Organizações Nacionalistas das Colónias Portuguesas (CONCP) que agrupà als tres moviments que es van formar entre de 1960 i de 1961 (UDENAMO,UNAM, UNAMI)

- União Democrática Nacional de Moçambique (UDENAMO), en català Unió Democràtica Nacional de Moçambic, fundada el 2 d'octubre de 1960 a Rhodèsia i Nyassalàndia, per exiliats encapçalats per Adelino Gwambe i el reverend Uria Simango. Va establir els seus quarters a Dar es Salaam. Va proposar reanomenat a Moçambique com Monomotapa, una vegada fos independent.

- União Nacional Africana de Moçambique (UNAM), en català Unió Nacional Africana de Moçambic, fundada el febrer de 1961 per la unió de petits grups dispersos, el principal dels quals la União Maconde do Norte de Moçambique e Tanganika, que tenia el suport de la KANU de Kenya i de la TANU de Tanganika. El fundador i president fou Matthew Mmole, i el secretari general M. M. Mallianga. Va establir la seva seu a Dar es Salaam.

- União Africana de Moçambique Independente (UNAMI), en català Unió Nacional Africana de Moçambic Independent, formada el 1961 per exiliats del districte de Tete. Es va establir a Dar es Salaam a la fi de 1961.

- Frente de Libertação de Moçambique (FRELIMO), en catala Front d'alliberament de Moçambic (Frelimo), format el 25 de juny de 1962 de la unió de les tres organitzacions: UDENAMO,UNAM, i UNAMI. Va fer el primer congrés el 23-28 de setembre de 1962 i Eduardo Mondlane fou elegit president.

- Comité Revolucionário de Moçambique (COREMO), en català Comitè Revolucionari de Moçambic, fundat el 31 de març de 1965 a Lusaka, d'orientació proxinesa i amb el suport de l'ètnia makwa. Fou dirigit per Absalom Bahule i António Chade. El 1969 se li va unir Uria Simango que havia estat dirigent del Frelimo.

## Galeria

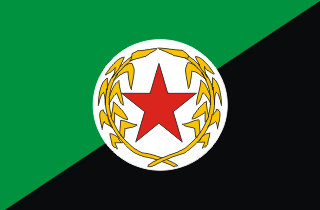
bandera de l'UDENAMO
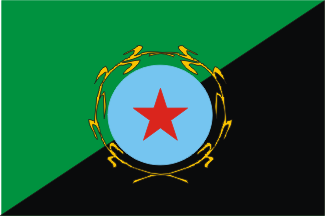
Bandera proposada per UDENAMO com a bandera de la futura república de Monomotapa (Moçambic)
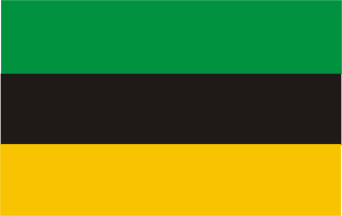
Possible bandera de l'UNAM
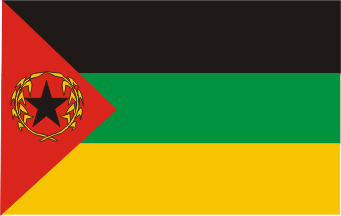
Possible bandera de l'UNAMI
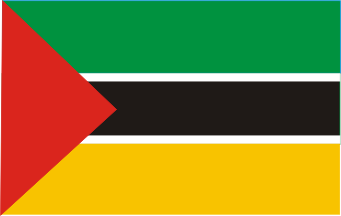
bandera del Frelimo 1962-1993
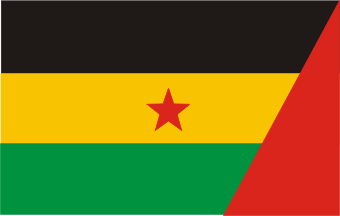
Bandera del COREMO 1965-1975